# 섀키 칸 궁전

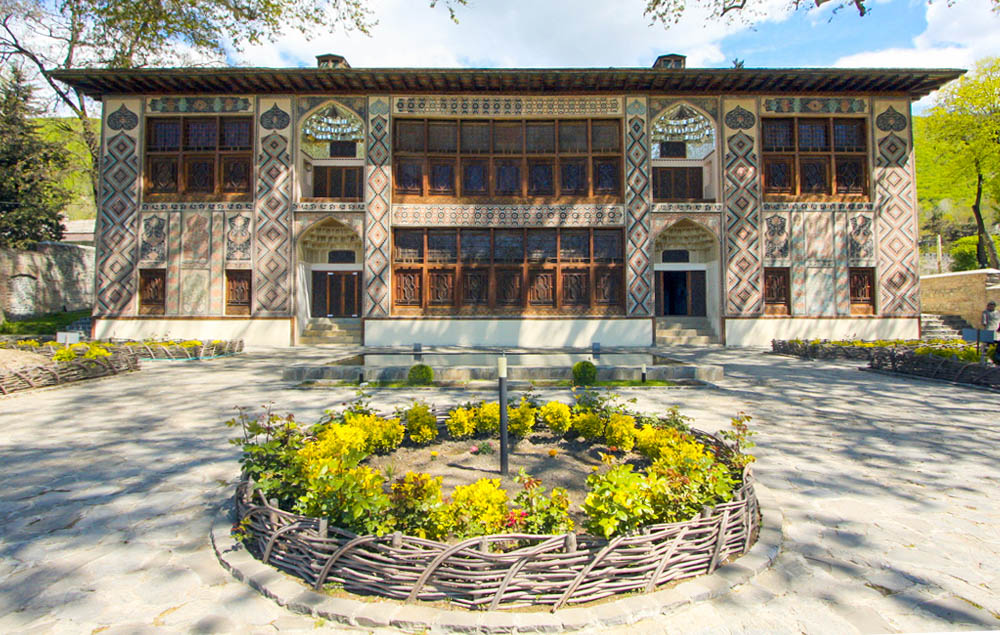
섀키 칸 궁전

섀키 칸 궁전(아제르바이잔어: Şəki xanlarının sarayı)는 아제르바이잔 섀키에 있는 궁전이다. 1797년 무함마드 후사인 칸 무스타크가 지었다.
섀키 칸 궁전은 1998년 유네스코 세계 문화 유산 목록에 지정되었다. 2019년 7월 7일, 궁전이 있는 섀키 역사 지구가 유네스코 세계문화유산 으로 등록되었다.